# Коэффициент эффективности
Коэффициент эффективности (Return on Investment, ROI) - это финансовый показатель, который используется для оценки доходности инвестиций и эффективности использования капитала. ROI выражается в процентах и позволяет измерить соотношение между прибылью от инвестиций и суммой, вложенной в проект или актив.
Формула для расчета ROI следующая:
ROI = (Прибыль - Инвестиции) / Инвестиции * 100
Прибыль включает в себя доходы, полученные от инвестиций, а также любые дополнительные выгоды или сбережения. Инвестиции представляют собой сумму денежных средств или стоимость активов, вложенных в проект.
Коэффициент эффективности позволяет инвесторам и предпринимателям оценивать доходность своих инвестиций и сравнивать ее с другими возможностями инвестирования. Он также может использоваться для принятия решений об оптимизации портфеля инвестиций или анализа эффективности конкретного проекта.
Важно отметить, что ROI не является единственным показателем оценки инвестиций. Для полного анализа рентабельности и рисков инвестиций также могут использоваться другие показатели, такие как чистая текущая стоимость (NPV), внутренняя норма доходности (IRR) и т.д.
Коэффициент эффективности может быть применен в различных сферах, включая финансовую аналитику, управление проектами, предпринимательство и личное финансовое планирование. Он помогает принимать информированные решения о распределении средств и оценивать результативность инвестиций.
Важно отметить, что при интерпретации и сравнении ROI необходимо учитывать особенности отрасли, размер инвестиций, временной горизонт и другие факторы. Например, ROI для долгосрочных инвестиций может быть менее значимым, чем для краткосрочных операций.
Коэффициент эффективности является важным инструментом для оценки доходности инвестиций и помогает принимать финансовые решения. Он должен использоваться в сочетании с другими финансовыми показателями и учитывать специфические условия и требования каждого инвестора или проекта.

### Пример
Citigroup, Inc. (2003):
- Доходы за вычетом процентных расходов: 77 442[1]
- Операционные расходы: 39 168[1]

Таким образом, коэффициент эффективности = 39 168/77 442 = 0,51 или 51%.
С учетом взысканий в счет возмещения убытков или ущерба, убытков по кредитам в общей сумме 11 941 дополнительно к операционным расходам, коэффициент эффективности ухудшится до 51 109/77 442 = 0,66.

## Внешние ссылки
- Efficiency Ratio
- Financial Ratio Analysis

### Примеры
- C: Income Statement for CITIGROUP INC - Yahoo! Finance
- Citigroup - Annual Reports & Proxy Statements